# Sergio Miguez
Sergio Miguez (San Isidro, Argentina; 9 de junio de 1967) fue un futbolista argentino que se desempeñaba como Defensor.

## Clubes
| Club                  | País           | Año       |
| --------------------- | -------------- | --------- |
| River Plate           | Argentina      | 1986-1987 |
| Instituto             | Argentina      | 1987-1988 |
| Colón                 | Argentina      | 1988-1989 |
| Racing Club           | Argentina      | 1989-1990 |
| Deportivo Mandiyú     | Argentina      | 1991-1993 |
| Racing Club           | Argentina      | 1994      |
| Platense              | Argentina      | 1994-1995 |
| San Martín de Tucumán | Argentina      | 1995-1996 |
| Columbus Crew         | Estados Unidos | 1997      |